# Bridge

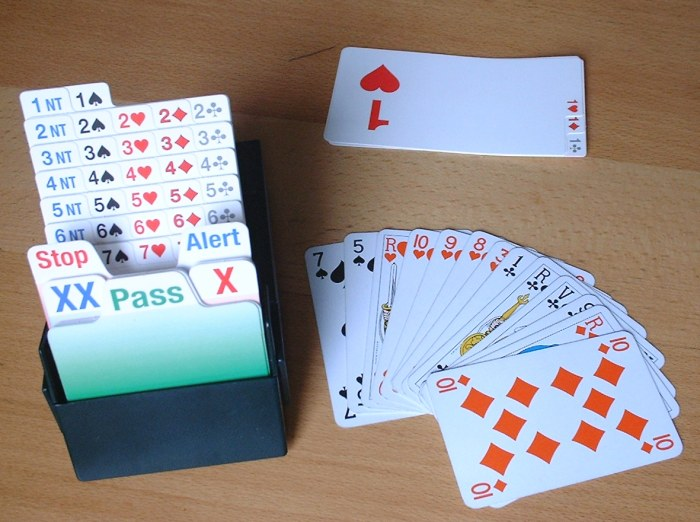
Till vänster: en budlåda för kontraktsbridge. Till höger: en spelares hand av kort (fransk kortlek). Bortom detta ligger budet på, som spelaren skulle kunna lägga med hjälp av kort från budlådan.

Bridge, egentligen kontraktsbridge, är ett kortspel som utvecklats ur whist. Bridge är en populär tävlingssport. På engelska betyder namnet "bro"; genom den så kallade budgivningen bygger man en "bro" till sin partner.
Det finns olika varianter av bridge, men med "bridge" menas normalt kontraktsbridge. Andra former av bridge är auktionsbridge och bridgewhist. Det finns även bridgeliknande spel för ett annat antal spelare än fyra personer.
De fyra spelarna kallas nord, öst, syd och väst och spelar parvis. Nord bildar par med syd och öst med väst.
Tävlingsbridge spelas antingen individuellt, i par eller i lag bestående av 4–6 spelare varav fyra spelar varje match.
Bridge är ett sticktagningsspel som föregås av en ofta komplicerad budgivning. Paret bjuder dels antalet stick de tror sig kunna ta, dels vilken färg som ska bli trumf eller, om man vill spela utan trumf, sang.
Färgernas rangordning från högsta till lägsta är sang, spader (♠), hjärter (♥), ruter (♦), klöver (♣). Esset är det högsta kortet och tvåan det lägsta.
Efter att budgivningen är färdig blir den spelare i paret som har bjudit det högsta kontraktet och först bjudit den spelade färgen spelförare, och dennes partner blir träkarl. Detta innebär att partnerns kort läggs synliga på bordet när utspelet gjorts. Spelföraren spelar sedan även dessa kort. Spelaren till vänster om spelföraren spelar ut det första kortet.

## Historik
Bridge har en lång utvecklingshistoria bakom sig. Följande spel har samtliga fyra spelare i två par och 13 kort var. I övrigt skiljer sig deras regler åt.
På 1500-talet spelades Triomfi i Italien och La Triomphe i Frankrike. Under 1600-talet blev detta känt som Trumph i England. Dessa spel saknade sannolikt standardiserade regler, liksom whisk, ett spel som omnämnes av en John Taylor 1621. År 1728 fastslogs regler för whist i engelska Folkestone och 1743 följde läroboken Short Treatise, skriven av Esmund Hoyle (1672–1769). 
I 1800-talets England blev whist (i bemärkelsen "fyrmans parwhist") populärt. Vissa regelrevisioner förekom dock. 1864 kom bridgewhist, vilket dock inte slog ut klassisk whist. Ett spel som kallades bridge uppkom strax före år 1900. Detta var dock det spel som numera avses med auktionsbridge. Under tiden 1900–1927 ökade intresset för detta spel, och spelet spreds i hela Europa och I Amerika. I denna (nu förlegade) form av bridge saknades motivation till att bjuda högre än motståndarna (den så kallade auktionen), och att till exempel spela hem alla sticken genom att deklarera detta i förväg saknade relevans. Man stannade budgivningen vid den punkt där motståndarna inte bjöd över – oavsett hur bra korten var.
Den moderna Bridgen uppfanns 1925 av Harold Stirling Vanderbilt. Ely Culbertson och hans hustru Josephine, som båda var inbitna auktionsbridgespelare, nappade snabbt på Vanderbilts idé och åren 1927–1929 fastslogs den moderna bridgens regler. Budgivningens principer var dock en mer besvärlig fråga, som fortfarande är under utveckling. Emellertid slog kontraktsbridgen ut auktionsbridgen osedvanligt snabbt, på båda sidor av Atlanten. Från omkring 1930 spelas i princip enbart Kontraktsbridge. Ely Culbertson, Charles Goren, Samuel Stayman, Terence Reese och Eric Jannersten med flera var stora pionjärer inom utvecklingen av bridgens budgivning.
Inofficiella Europamästerskap anordnades redan på 1930-talet, men det var först efter andra världskriget som bridge som tävlingssport kom igång på allvar. VM hölls första gången 1950 och 1960 blev Bridge OS-sport. European Bridge League bildades 1949 och världsbridgeförbundet World Bridge Federation 1958.

## Bridgen i Sverige
Kontraktbridgen introducerades i Sverige första gången 1928. 1932 bildades Stockholms och Göteborgs bridgesällskap, och 1934 instiftades Sveriges bridgeförbund. Ivar Anderson, civilingenjör Ernst Hedström och advokat Emil Henriques var några av pionjärerna inom svensk bridge. Den sistnämnde blev den första ordföranden för Sveriges bridgeförbund. Sverige blev 1939 europamästare med ett fyrmannalag bestående av Einar Werner, Rudolf "Putte" Kock, Tore Sandgren och Jacke Neuman.

## Budgivningen
| De 35 buden | De 35 buden | De 35 buden | De 35 buden | De 35 buden |
| ----------- | ----------- | ----------- | ----------- | ----------- |
| 1♣          | 1♦          | 1♥          | 1♠          | 1 sang      |
| 2♣          | 2♦          | 2♥          | 2♠          | 2 sang      |
| 3♣          | 3♦          | 3♥          | 3♠          | 3 sang      |
| 4♣          | 4♦          | 4♥          | 4♠          | 4 sang      |
| 5♣          | 5♦          | 5♥          | 5♠          | 5 sang      |
| 6♣          | 6♦          | 6♥          | 6♠          | 6 sang      |
| 7♣          | 7♦          | 7♥          | 7♠          | 7 sang      |

Budgivningen föregår spelet och bestämmer såväl trumffärg som hur många stick den spelförande sidan ska ta. Spelarna i ett par kommer inbördes överens om budens betydelser, vilket gör att de kan utbyta information om styrka och fördelning på sina kort och därmed kunna hitta rätt nivå och trumffärg för spelföringen.
Given står först i tur att bjuda, och sedan fortsätter budgivningen medsols. När en spelare är i tur i budgivningen kan personen i fråga välja mellan följande:
1. passa
2. avge ett bud som är högre än föregående bud
3. dubbla (om det senaste budet gjordes av en motståndare)
4. redubbla (om det senaste budet är dubbelt och gjordes av en motståndare)

Ett bud har ett siffervärde mellan 1 och 7 och anger också en färg eller sang. Till budets värde läggs 6 (den så kallade boken) för att få fram hur många stick den spelförande sidan ska ta. Blir slutbudet 4♠ ska spelföraren alltså ta 10 stick (4 för budet + 6 för boken) med spader som trumf.
När ett bud följs av tre pass är budgivningen slut, och det senaste budet bestämmer vilket kontrakt som spelas. Undantaget är om budgivningen inleds med tre pass i rad, då den fjärde spelaren får chansen att öppna budgivningen. Den i paret som bjöd den färgen först blir spelförare. Skulle en budgivning inledas med 4 pass kallas det för rundpass och en ny giv spelas.
Vid budgivningen används ofta budlådor (se bild), men finns inga sådana till förfogande kan buden avges muntligt.

### Exempel på budgivning
| Syd  | Väst | Nord | Öst  |
| ---- | ---- | ---- | ---- |
| pass | pass | 1♣   | pass |
| 1♠   | 2♥   | 2♠   | pass |
| pass | pass |      |      |

Syd är spelförare i 2♠, eftersom Syd bjöd spader först i paret Nord–Syd, som vann budgivningen.

2♠ blev slutbud, eftersom det följdes av tre raka pass.

Notera också att Syd kunde bjuda 1♠ över Nords 1♣ eftersom spader är en högre färg än klöver,

men att Väst var tvungen att bjuda 2♥ då hjärter är en lägre färg än spader. Efter att alla fått chansen att bjuda, blir slutbudet
eller kontraktet i detta fall 2♠. Då detta bud ligger under gränsen för utgång kallas detta för delkontrakt. Spelförare 
blir Syd, eftersom denne bjöd spader före sin partner.

### Nivåer
Kontraktsbridgen omfattar fyra nivåer.
1. delkontrakt
2. utgång (ger bonus)
3. lillslam (ger högre bonus)
4. storslam (ger ännu högre bonus)

I första hand försöker man leta efter en gemensam trumffärg (helst 8 kort tillsammans), därefter försöker man bjuda utgång eller högre, om
så verkar vara möjligt. 
För att nå utgång krävs:
1. tre Sang (9 stick utan trumf, fyra stick får förloras)
2. fyra Hjärter eller fyra Spader (10 stick med trumf, tre stick får förloras)
3. fem Klöver eller fem Ruter (11 stick med trumf, bara två stick får förloras)

Lillslam innebär sex Sang eller vilken trumffärg som helst (12 stick, ett får förloras)
Storslam innebär sju Sang eller vilken färg som helst (alla 13 sticken måste spelas hem)
Skillnaden på att t.ex. bjuda 3 spader och spela hem tio stick, jämfört med att ha bjudit utgång, 4 spader - och spelat hem tio stick
är stor. Däremot blir t.ex. slutbudet 4 Ruter enbart betydligt svårare än 1 Ruter, utan att ge någon bonus. Detta 
eftersom fyra Ruter inte är utgång.
Ett budgivningsexempel till:
| Syd  | Väst | Nord | Öst  |
| ---- | ---- | ---- | ---- |
| 1NT  | pass | 2♣   | pass |
| 2♠   | pass | 4♠   | pass |
| pass | pass |      |      |

Här öppnar syd på 1 Sang (1NT). Genom att partnern då bjuder 2♣ ? (Stayman-konventionen) frågar denne om öppnaren eventuellt har
fyra kort i ♥ / ♠ / båda. Med svaret 2♠ betyder detta "ja, jag har fyra kort i spader". Och eftersom detta tydligen passade parten, som ställde frågan, går han direkt till utgång 4♠. Hade spader inte passat in, hade partnern sannolikt bjudit 3 Sang (3NT) istället.
Att öppna på 1 Sang (1NT) kräver (ofta, men beroende av budgivningssystem) 
15 till 17 hp. Och att partnern går direkt till utgång betyder cirka 10-15 p (hp+fp). För utgång i Sang eller högfärg brukar man
räkna med att det krävs cirka 26 poäng. I klöver och ruter krävs däremot 29 p. För lillslam 33p. och för storslam 37p.
Det är betydligt svårare att spela hem utgång i klöver och ruter än i hjärter eller spader. Vid utgång i lågfärg får man bara
förlora 2 stick, i högfärg 3 stick. Vilket är en stor skillnad. I Sang (NT) får man förlora 4 stick, fast att spela utan trumf 
anses svårare. Man söker i första hand utgång i högfärg eller Sang (NT). 4♥, 4♠ eller 3 Sang.
Hade partnern haft ännu bättre kort - och en lillslam kanske kunde vara aktuell, skall denne inte bjuda utgång 4♠ ! 
utan någonting annat än svar i spader eller 2 resp 3 Sang. Exakt vilket beror på det budgivningssystem man använder. 

### Kortvärdering
Det vanligaste sättet att beräkna hur starka ens kort är med Culbertsons system, är att räkna så kallade honnörspoäng. Ess, kung, dam och knekt kallas för honnörer. Ett ess är värt 4 honnörspoäng (hp), en kung 3 hp, dam 2 hp och knekt 1 hp. Även händer utan många honnörspoäng kan vara bra då de kan innehålla singlar och renonser. Med exempelvis ♣ singel menas att man endast har ett kort i ♣ och med renons ♣ menas att handen inte innehåller några ♣. För singel och renons räknar man inte hp, utan fp (fördelningspoäng). Man brukar säga att singel är värd två fp och renons tre fp. En hand som innehåller två ess och en renons är således värd åtta honnörspoäng och tre fördelningspoäng dvs 11 hfp.

### System
Systemet innehåller de överenskommelser spelarna i ett par har för att överföra information om sina kort till varandra, och på så sätt bestämma huruvida de ska bjuda och i så fall hur högt de ska bjuda under budgivningen. De enda två sätt en spelare får ge sin partner sådan information på är
1. Genom att bjuda på ett sätt som beskriver styrkan och fördelningen på sin hand
2. Genom att spela ett kort som signalerar till partnern om styrka, längd, fördelning eller liknande

Systemet täcker upp alla parens bud och oftast finns det också olika signaler under försvarsspelet, där ett kort från en av spelarna kan visa olika saker om dennes hand till exempel beroende på om det är högt eller lågt; jämnt eller udda. I Sverige är det vanligast att man spelar med markeringar kallade Schneider, Malmö och Lavinthal (SML), på engelska kallat UDCA (Upside Down Count and Attitude). Ett lågt kort är uppmuntrande och ett högt kort visar att man är intresserad av en annan färg (Schneider). Malmö är så kallade längdmarkeringar, man försöker helt enkelt tala om för partnern hur många kort man har i färgen. Ett kort följt av ett högre kort visar jämnt antal kort i färgen medan ett kort följt av ett lägre visar på udda antal kort i färgen. Lavinthal är egentligen en signal mer än en markering och används då man för sin partner vill visa vilken färg man är intresserad av att partnern vänder i. Den enklaste varianten innebär att ett högt kort visar att man är intresserad av en högre färg och ett lågt kort att man är intresserad av en lägre färg. Det finns dock flera nyanser för att förtydliga exakt vilken färg man vill att partnern spelar. Reglerna lyder:
1. Ett högt udda kort ber om fortsättning i utspelsfärgen.
2. Ett högt jämn kort ber om skifte till den högre av det återstående färgerna.
3. Ett lågt kort ber om skifte till den lägre av de återstående färgerna.

De olika budens betydelse kan vara naturliga eller konventionella.
Ett naturligt färgbud visar ofta minst 4 kort i den bjudna färgen, medan ett konventionellt färgbud kan visa till exempel en stark hand, visa ett visst antal kort i en annan färg, eller fråga den andra spelaren efter mera information. Ett konventionellt färgbud behöver alltså inte visa något om den bjudna färgen överhuvudtaget. Öppningsbudet 2 klöver är kanske det mest vanliga konventionella budet (i de flesta budgivningssystem) och brukar betyda "en extremt bra hand" som partnern absolut inte får passa ner (med mindre än att mellanliggande motståndare avger ett bud)
Ett naturligt sangbud visar en jämn hand utan någon alltför lång eller kort färg. Ett konventionellt sangbud visar till exempel 2 långa färger (Unusual NT) eller frågar efter antalet ess på den andre spelarens hand (Blackwood).
Exempel på vanliga system är Modern standard och SAYC. I USA dominerar Five card major. Och bland de verkliga proffsspelarna olika varianter av de s.k. klöversystemen (där i princip endast slutbudet är ett naturligt bud).
Motståndarna får alltid fråga ett par om deras system, till exempel vad ett bud betyder och vilka signaler paret använder när de är försvarare. Frågorna måste alltid besvaras så fullständigt och korrekt som möjligt. Ofta används dessutom deklarationskort, som helt enkelt är ett eller flera papper där ett pars system är beskrivet. Det är dock tillåtet för en spelare att avge ett så kallat psykologiskt bud, under förutsättning att partnern inte heller (liksom motståndarna) förstår budet till fullo. 1970 fastställdes att båda spelarna i ett par måste bjuda efter samma system. För att reglera svårighetsgraden på tävlingar så används "prickar". Detta innebär att alla öppningsbud till och med 3NT får ett visst antal prickar, beroende på hur onaturliga de är. Till exempel, om budet 1 hjärter skulle visa spader så får de således 1 prick. Detta reglerar hur svåra system man får spela. Det är olika regler för antalet prickar beroende på standarden. I till exempel en vanlig klubbtävling är det max tillåtet 7 prickar.

## Spelet
Efter att budgivningen har avslutats med 3 pass spelar den motspelare som sitter till vänster om spelföraren ut valfritt kort. När detta kort spelats lägger spelförarens partner, träkarlen, upp sina kort på bordet framför sig i fyra kolumner (en för varje färg) så att alla kan se dem, med den eventuella trumffärgen till höger. Från och med att träkarlen har lagt upp sina kort är träkarlen förbjuden att göra något annat än vad spelföraren ber den att göra. Ett undantag är, att träkarlen har rätt att fråga spelföraren om spelföraren verkligen inte kan bekänna färg om spelföraren trumfar eller sakar ett kort i en annan färg än den som spelats i det aktuella sticket. Träkarlen får även korrigera spelföraren om spelföraren försöker spela från fel hand. I övrigt har spelföraren nu alltså kontroll över sina och partnerns kort, medan motståndarna var för sig har kontroll över sina egna kort och ser träkarlens.
13 stick spelas, och den som vinner ett stick spelar ut till nästa. Vinner spelföraren ett stick på handen måste spelföraren spela från handen, och vinns sticket på bordet måste nästa stick också påbörjas därifrån. Ess är högst och två är lägst i varje färg. Det är tvång på att följa färg, men skulle någon av spelarna ha slut på den färg som spelats ut får spelaren antingen saka valfritt kort eller trumfa (om det finns en trumffärg). Trumfar en eller flera spelare vinner den som spelat det högsta trumfkortet sticket. Skulle man råka glömma följa färg, dvs. spela ett kort i en annan färg än vad som spelas trots att man har kort i den färgen, kallas detta för revoke. Spelarna vid bordet är skyldiga att tillkalla tävlingsledaren (TL), det är förbjudet att spelarna själva dömer vid bordet. När TL är tillkallad förklarar spelarna för TL vad som har hänt och TL gör därefter ett beslut. Detta beslut kan överklagas. Tävlingsledarens uppgift är att hålla koll på tiderna, döma vid regelbrott, och hålla i tävlingen.
Om den spelförande sidan tar så många stick som budgivningen bestämde eller flera får den spelförande sidan poäng enligt en speciell tabell. Tar den spelförande sidan däremot färre stick än vad de åtagit sig genom budgivningen får motståndarna poäng enligt en liknande tabell.

## IMP
IMP är den poängräkning man använder sig av inom bridge vid lagmatcher. IMP står för International Match Points. När man jämfört resultatet med lagkamraternas resultat jämför man differensen mot IMP skalan 20-40 = 1 IMP 50-80 = 2 IMP osv. ex: bord 1: 140 ÖV bord 2: 120 NS = 20 i differens = 1 IMP.

## Varianter
En variant av bridge är spelet Chicago som uppfanns just i Chicago och som är vanlig på bridgeklubbar. Detta Chicago ska inte förväxlas med ett annat kortspel med namnet Chicago, där man spelar om stick och kombinationer, och heller inte med pokervarianten Chicago.

## Medlemmar iWBF
- Zon 1 - Europa
  -  Albanien
  -  Belgien
  -  Bosnien och Hercegovina
  -  Bulgarien
  -  Cypern
  -  Danmark
  -  England
  -  Estland
  -  Finland
  -  Frankrike
  -  Färöarna
  -  Georgien
  -  Grekland
  -  Island
  -  Irland
  -  Israel
  -  Italien
  -  Kroatien
  -  Lettland
  -  Libanon
  -  Litauen
  -  Luxemburg
  -  Malta
  -  Monaco
  -  Nederländerna
  -  Norge
  -  Polen
  -  Portugal
  -  Rumänien
  -  Ryssland
  -  San Marino
  -  Schweiz
  -  Serbien
  -  Skottland
  -  Slovakien
  -  Slovenien
  -  Spanien
  -  Sverige
  -  Tjeckien
  -  Turkiet
  -  Tyskland
  -  Ukraina
  -  Ungern
  -  Wales
  -  Österrike
- Zon 2 - Nordamerika
  -  Kanada
  -  Mexiko
  -  USA
- Zon 3 - Sydamerika
  -  Argentina
  -  Bolivia
  -  Brasilien
  -  Chile
  -  Colombia
  -  Ecuador
  -  Paraguay
  -  Peru
  -  Uruguay
  -  Venezuela
- Zon 4 - Asien och mellanöstern
  -  Bangladesh
  -  Förenade arabemiraten
  -  Indien
  -  Jordanien
  -  Kuwait
  -  Pakistan
  -  Palestina
  -  Saudiarabien
  -  Sri Lanka
  -  Syrien
- Zon 5 - Centralamerika och Karibien
  -  Barbados
  -  Bermuda
  -  Costa Rica
  -  Kuba
  -  Grenada
  -  Guadeloupe
  -  Guatemala
  -  Haiti
  -  Jamaica
  -  Martinique
  -  Surinam
  -  Trinidad och Tobago
- Zon 6 - Asien och Stilla havet
  -  Filippinerna
  -  Hongkong
  -  Indonesien
  -  Japan
  -  Kina
  -  Kinesiska Taipei
  -  Malaysia
  -  Macao
  -  Singapore
  -  Sydkorea
  -  Thailand
  -  Vietnam
- Zon 7 - Södra Stilla havet
  -  Australien
  -  Nya Zeeland
- Zon 8 - Afrika
  -  Botswana
  -  Egypten
  -  Kenya
  -  Marocko
  -  Réunion
  -  Sydafrika
  -  Tunisien
  -  Zambia